# East Keal
East Keal is een civil parish in het bestuurlijke gebied East Lindsey, in het Engelse graafschap Lincolnshire. In 2001 telde het dorp 368 inwoners. East Keal komt in het Domesday Book (1086) voor als 'Estrecale'.
De aan Sint Helena gewijde parochiekerk stamt uit de dertiende en veertiende eeuw, maar werd in 1853-54 grotendeels herbouwd. Het is een zogenaamd Grade II-monument op de Britse monumentenlijst.